# بخش یدادری بوواناگیری
بخش یدادری بوواناگیری (به انگلیسی: Yadadri Bhuvanagiri) یک منطقهٔ مسکونی در هند است که در تلانگانا واقع شده‌است. بخش یدادری بوواناگیری ۳٬۰۹۱٫۴۸ کیلومتر مربع مساحت و ۷۲۶٬۴۶۵ نفر جمعیت دارد.